# Балтийская государственная академия рыбопромыслового флота
«Балти́йская госуда́рственная акаде́мия рыбопромысло́вого фло́та федера́льного госуда́рственного бюдже́тного образова́тельного учрежде́ния вы́сшего профессиона́льного образова́ния „Калинингра́дский госуда́рственный техни́ческий университе́т“» (БГАРФ  ФГБОУ ВПО «КГТУ») — российское высшее учебное заведение в городе Калининграде, одно из крупнейших образовательных учреждений высшего профессионального образования отрасли рыбного хозяйства страны. 
С 29 декабря 2012 года входит в состав ФГБОУ ВПО «Калининградский государственный технический университет» в качестве его обособленного структурного подразделения без прав юридического лица.
Учредитель — Федеральное агентство по рыболовству.
Академия осуществляет подготовку членов экипажей морских судов в соответствии с Международной конвенцией о подготовке и дипломировании моряков и несении вахты от 1978 года с поправками.
Выпускникам технических специальностей академии выдаётся диплом международного образца.
Помимо реализации профессиональных образовательных программ, в академии ведётся также научно-исследовательская, инновационная и международная деятельность. Академия имеет в своём составе Калининградский морской рыбопромышленный колледж, институты, факультеты, кафедры, лаборатории, аспирантуру, докторантуру, учебно-лабораторные, научные, научно-исследовательские и инновационные центры, библиотеку, издательство, управления, отделы, а также иные основные и вспомогательные структурные подразделения, необходимые для осуществления своей деятельности.

## История
Калининградское высшее мореходное училище (КВМУ) создано 30 апреля 1966 года на основании Постановления Совета Министров СССР № 330 от 30 апреля 1966 года.
Целью создания Калининградского высшего мореходного училища стала подготовка специалистов плавсостава для развивающейся рыбохозяйственной отрасли страны: судоводителей и судомехаников, электромехаников и радиоспециалистов, специалистов по добыче и обработке рыбы, рефрижераторных механиков и механиков по технологическому оборудованию.
Первым ректором КВМУ стал Юрий Поликарпович Клетнов.
В 1969 году приказом министра рыбного хозяйства СССР № 336 Калининградское высшее мореходное училище (КВМУ) переименовано в Калининградское высшее инженерное морское училище (КВИМУ).
В 1985 году ректором КВИМУ назначен Александр Петрович Пимошенко.
Согласно приказу Министерства рыбного хозяйства СССР № 113 от 25 марта 1991 года Калининградскому высшему инженерному морскому училищу (КВИМУ) было передано от производственного объединения «Эстрыбпром» (Таллин) легендарное российское четырёхмачтовое учебное парусное судно «Крузенштерн». На борту судна ежегодно проходят первую плавательную практику курсанты морских учебных заведений «Росрыболовства».
24 декабря 1991 года Калининградское высшее инженерное морское училище (КВИМУ) преобразовано в Балтийскую государственную академию рыбопромыслового флота (БГАРФ) Постановлением Правительства РСФСР от 24 декабря 1991 года № 63 «О преобразовании Калининградского высшего инженерного училища».
В июне 2008 года ректором академии избран и утверждён в этой должности Владимир Алексеевич Волкогон приказом руководителя Федерального агентства по рыболовству Андрея Крайнего.
9 сентября 2010 года приказом № 769 руководителя Федерального агентства по рыболовству Андрея Крайнего Балтийская государственная академия рыбопромыслового флота реорганизована путём присоединения в её структуру  Калининградского морского рыбопромышленного колледжа.
Кроме Калининградского морского рыбопромышленного колледжа и самой академии, в структуру БГАРФ входит Балтийский центр морского профессионального образования и Институт профессиональной педагогики. На базе учебного заведения работают специализированные Учёные советы по защите кандидатских и докторских диссертаций.
28 декабря 2012 года Федеральное государственное бюджетное образовательное учреждение высшего профессионального образования «Балтийская государственная академия рыбопромыслового флота» (ФГБОУ ВПО «БГАРФ») прекратило деятельность юридического лица путём реорганизации в форме присоединения.
29 декабря 2012 года на базе ФГБОУ ВПО «Балтийская государственная академия рыбопромыслового флота», в соответствии с приказами Федерального агентства по рыболовству от 25 января 2012 года № 97 и от 27 апреля 2012 года № 373, образована «Балтийская государственная академия рыбопромыслового флота федерального государственного бюджетного образовательного учреждения высшего профессионального образования „Калининградский государственный технический университет“» путём реорганизации в форме присоединения к Университету в качестве его обособленного структурного подразделения без прав юридического лица.
В настоящее время БГАРФ представляет собой академический комплекс многоуровневой подготовки кадров для рыбной отрасли, позволяющий пройти непрерывный образовательный путь от среднего профессионального образования до высшего звена послевузовской подготовки — аспирантуры и докторантуры.
В академии осуществляется подготовка специалистов по пятнадцати специальностям, четырём направлениям бакалавриата и одному направлению магистратуры. Обучение ведётся на четырёх факультетах (судоводительский, судомеханический, радиотехнический, транспортный) и в других структурных подразделениях.

## Структура

### Факультеты

#### Судоводительский факультет
Судоводительский факультет образован в составе Калининградского высшего мореходного училища (КВМУ) в 1966 году.
Декан факультета: Виталий Александрович Бондарев, профессор.
Выпускающие кафедры: судовождения, организации перевозок, теории эксплуатации судна.
Судоводительский факультет готовит инженеров по специальностям:
- 180403 «Судовождение». Квалификация: инженер. Формы обучения: очная, заочная, сокращённая. Срок обучения по очной форме: 3,5 и 5,5 лет.
- 180500 «Управление водным транспортом и гидрографическое обеспечение судоходства». Квалификация: бакалавр. Формы обучения: очная, очно-заочная, заочная. Срок обучения по очной форме: 4 года.
- 190602 «Эксплуатация перегрузочного оборудования портов и транспортных терминалов». Квалификация: бакалавр. Форма обучения: очная. Срок обучения: 4 года.

#### Судомеханический факультет
Декан факультета - кандидат технических наук Дмитриев Игорь Михайлович.
Судомеханический факультет Калининградского высшего мореходного училища (КВМУ) образован в 1966 году.
Подготовка инженеров осуществлялась по следующим специальностям:
❖      1612 - «Эксплуатация судовых силовых установок»
❖      1613 - «Эксплуатация судового электрооборудования»
❖     0529 - «Холодильные компрессорные машины и установки»
Первым деканом факультета приказом ректора был назначен Николай Иванович Могилевский. В последующие годы факультет возглавляли: В.Г. Паршин, А.А. Малыхин, М.В. Стефанков, В.А. Денисенко, С.М. Шестерненко, Н.П. Палецкий, В.В. Калашник, В.К. Баранников, В.Г. Гурьев, А.С. Павликов, В.К. Бразновский, И.М. Дмитриев.
В феврале 1967 года на должность доцента по курсу теоретической механики был принят А.Б. Литвин. Он был первым ученым в вузе, имел ученую степень кандидата технических наук.
В сентябре 1967 года было образовано 9 кафедр, среди них: кафедра физики (зав. кафедрой М.Г. Мельник), инженерной графики (В.Н. Виноградов), технической механики (А.Б. Литвин), судовых силовых установок (Л.И. Константинов).
В марте 1971 года состоялся первый выпуск групп спецнабора (ускоренников). 41 выпускнику судомеханического факультета решением Государственной экзаменационной комиссии была присвоена квалификация инженера-судомеханика. Одному из них, Б.А. Мильченко, был вручен диплом с отличием. Он был вторым в истории вуза, получившим «красный диплом».
В феврале 1973 года была создана кафедра «Судовая автоматика». Заведующим кафедрой избран доктор технических наук, профессор И.И. Кринецкий. Это был первый профессор в КВИМУ. В сентябре 1973 года было создано еще две кафедры: «Электрооборудование судов» и «Техническая механика и инженерная графика».
На факультете особое внимание уделялось созданию и совершенствованию учебно-лабораторной и тренажерной базы. Сотрудниками кафедры холодильных компрессорных машин и установок под руководством доктора технических наук, профессора Л.И. Константинова был изготовлен оригинальный тренажер по эксплуатации холодильной техники. Высок был уровень учебно-лабораторной базы на кафедре инженерной механики. В 1978 году кафедру возглавил доктор технических наук, профессор Л.М. Беленький. С 1979 по 1981 год силами коллектива кафедры с привлечением курсантов и при активной поддержке руководства училища велось строительство учебно-лабораторного корпуса N 3 по улице Островского.
В 1991 специалистами норвежской фирмы «Норконтрол» был установлен тренажер энергетической установки «Дизельсим».
C каждым годом на факультете активизировалась научно-исследовательская работа, основными направлениями которой являлись:
❖        повышение эффективности холодильных установок и морозильных комплексов рефрижераторных судов
❖    повышение эксплуатационной надежности, эффективности и ремонто-пригодности судового электрооборудования.
Наибольших успехов в научной деятельности в тот период достигли: Л.М. Беленький, А.Б. Литвин, Л.И. Константинов, В.А. Циулин, Л.Г. Мельниченко.
Наибольший вклад в становление и развитие факультета внесли: Ю.П. Клетнов, Л.И. Константинов, Л.М. Беленький, Л.Г. Мельниченко, А.И. Ейдеюс, А.Б. Литвин, Н.П. Палецкий, В.И. Яговкин, Б.И. Селянский, Ю.А. Лийв, В.И. Агафонов, В.А. Денисенко, Н.Л. Шинкаренко, Ф.Н. Водопьянов, В.А. Циулин, О.С. Можаев, В.И. Одинцов, И.М. Дмитриев.
Подготовка ведется по следующим специальностям:
❖     эксплуатация судовых энергетических установок
❖       холодильная, криогенная техника и системы жизнеобеспечения
❖    эксплуатация судового электрооборудования и средств автоматики.
В состав факультета входят 5 кафедр:
Ø кафедра судовых энергетических установок (зав. кафедрой О.С. Можаев, к.т.н. профессор)
Ø кафедра холодильной, криогенной техники и кондиционирования (зав. кафедрой Ю.Н. Сластихин, к.т.н., профессор)
Ø кафедра электрооборудования и автоматики судов (зав. кафедрой С.М. Русаков, к.т.н., доцент)
Ø кафедра технологии материалов и метрологии (зав. кафедрой В.И. Веревкин, д.т.н. профессор)
Ø кафедра инженерной механики (зав. кафедрой А.А. Осняч, к.т.н., доцент)
За время работы факультет подготовил по дневной форме обучения около 1800 судовых механиков, 800 рефмехаников и 100 электромехаников.
Гордостью факультета являются его выпускники и, прежде всего: В.И. Бесчеревных, О.А. Ворожбит, В.А. Гудков, И.М. Дмитриев, О.А. Довгий, О.В. Ермаков, Б.А. Косарев, А.В. Оленчук, Н.П Палецкий, П.В. Ревенко.
Судомеханический факультет готовит инженеров по специальностям:
- 26.05.06 «Эксплуатация судовых энергетических установок». Квалификация: специалист. Формы обучения: очная, очно-заочная, заочная. Срок обучения по очной форме: 5 лет. Сферы профессиональной деятельности выпускника: суда морского, речного и рыбопромыслового флота; энергетические установки судов, освоения шельфов и буровых платформ, плавучих дизельных электростанций; судоремонтные предприятия; научные, конструкторские и проектные фирмы.
- 16.03.03 «Холодильная, криогенная техника и системы жизнеобеспечения». Квалификация: бакалавр. Формы обучения: очная, заочная, очно-заочная. Срок обучения: 4 года. По данному направлению подготовки возможно обучение по сокращённой форме. Срок обучения: 3 года (по очной форме), 4 года (по очной и очно-заочной формам).

#### Радиотехнический факультет
Радиотехнический факультет (РТФ) – один из старейших факультетов академии с богатыми традициями и опытом подготовки молодых специалистов для флота рыбной промышленности и береговых структур. Предыстория создания радиотехнического факультета обусловлена активным развитием и переоснащением в стране флота рыбной промышленности в 50-60-е годы XX века. То время характеризуется началом строительства принципиально новых крупных рыбодобывающих судов с полным технологическим циклом обработки сырья с неограниченным районом плавания типа БМРТ, крупнотоннажных плавбаз, транспортных рефрижераторов, танкеров, морских спасательных буксиров и др. Качественно новому флоту пришлось осваивать удаленные океанические районы промысла со сложными условиями плавания, совершать длительные переходы, следуя по акваториям с интенсивным судоходством, проводить наряду со своей производственной деятельностью и исследовательские работы по океанографии, изучать сырьевую базу, проводить испытания и осваивать новые орудий лова. В этих условиях особая роль отводилась радиосвязи, радиолокационной, радионавигационной и гидроакустической поисковой технике, обеспечивающей безопасность мореплавания дорогостоящих судов с большими экипажами на борту. Развивались и оснащались новым радиооборудованием береговые радиоцентры и ремонтные предприятия (радионавигационные камеры). Отечественный флот остро нуждался в высококвалифицированных специалистах в области радиотехники.
Все это способствовало тому, что в 1965 году на базе Калининградского технического института рыбной промышленности и хозяйства (КТИРПиХ) был сделан первый набор студентов на специальность «Радиотехника» численностью 50 человек, из них ¾ составляли юноши. Одновременно была открыта подготовка по этой же специальности по заочной форме обучения. Это событие стало началом истории радиотехнического факультета.
В 1966 г. эта специальность была переведена во вновь образованное Калининградское высшее мореходное училище, впоследствии инженерное морское училище (КВИМУ). Сначала подготовка велась на судоводительском факультете, где в 1970 г. была создана кафедра радиотехники, которую возглавил тогда Валентин Александрович Василенко. Первыми преподавателями специальных дисциплин кафедры стали Григорий Давыдович Чертков, Нина Лазаревна Баева, Владлен Михайлович Воробьев, Тамара Владимировна Николаева, Михаил Иванович Зибирев. Организация учебного процесса была сопряжена с большими трудностями – недостатком преподавателей, учебных лабораторий, литературы и общей неустроенностью. В распоряжении училища была только половина корпуса, во второй размещалась школа-интернат. Как курьез можно отметить, что звонки, подаваемые в школе, были слышны в училище и часто воспринимались как сигналы к началу или окончанию занятий. Для чтения специальных дисциплин приходилось приглашать преподавателей других учебных заведений и специалистов из различных организаций.
Особо сложным было становление лабораторной базы, которая создавалась с нуля. Значительная помощь была оказана институтом, кое-что из оборудования было получено из Калининградского высшего военно-морского училища. С большим энтузиазмом работали и сотрудники лабораторий (Ластовка Г.Н., Пинчук Н.М., Зибирев М.И., Кулев А.И. и др.). И все же часть занятий пришлось проводить в лабораториях института и даже авиационно-технического училища.
В 1970 году состоялся первый выпуск 35 радиоинженеров в КВИМУ. Они явились первым отрядом радиоспециалистов высшей квалификации на предприятиях и базах рыбной промышленности. Часть курсантов в звании лейтенанта была направлена на службу в кадровый состав военно-морского флота. Успешное продвижение по службе выпускников – радиоинженеров убедительно доказало целесообразность и своевременность организации их подготовки в стенах высшего инженерного морского училища.
Значительную роль в улучшении учебной, методической, воспитательной и научной работы сыграл приход на кафедру в 1972-1973 г.г. молодых кандидатов технических наук Георгия Александровича Грошева, Игоря Ивановича Коржа, Владимира Фёдоровича Козулова и Арсения Георгиевича Кологривова. Эти молодые ученые стали командой единомышленников, на много лет составив костяк преподавательского состава факультета.
1 февраля 1973 г. в соответствии с приказом Министра рыбного хозяйства СССР №353 от 25 октября 1972 г. в КВИМУ был организован радиотехнический факультет со специальностью 0701 «Радиотехника». Первым деканом был избран Григорий Давыдович Чертков, прослуживший много лет на военно-морском флоте и имевший опыт руководства предметной комиссией по радиотехнике. В состав факультета изначально вошли кафедры радиотехники, физики, высшей математики и физвоспитания. В 1974 году вводится должность заместителя декана по политико-воспитательной работе, на которой долгие годы проработал Иванов А.И., капитан I ранга запаса.
В 1975 году деканом был избран Игорь Иванович Корж. Затем в разные годы РТФ возглавляли Федор Васильевич Щепёткин, Георгий Александрович Грошев, Владимир Фёдорович Козулов, Игорь Анатольевич Ветров, Александр Михайлович Коркин.
В 1978 г. на базе кафедры радиотехники были образованы две кафедры: «Судовых радиотехнических систем» (СРТС) и «Теоретических основ радиотехники» (ТОР). Обе кафедры обеспечивали подготовку курсантов РТФ по радиотехническим дисциплинам, учитывающим специфику подготовки радиоинженеров для флота, а также курсантов судоводительского факультета. Были организованы лаборатории импульсных и цифровых устройств, организации радиосвязи, переоборудованы лаборатории радиопередающих и радиоприемных устройств, разработаны учебные пособия.
В 1986 г. был осуществлен первый набор курсантов ускоренной формы обучения.
В 1988 году радиотехнический факультет перешел на обучение по специальности «Техническая эксплуатация транспортного радиооборудования», которая, в отличие от своей предшественницы – специальности «Радиотехника», ориентированной на разработку систем и устройств, была более практической и ориентированной на эксплуатацию морского радиооборудования.
Несомненно, жизнь, работу и структуру факультета значительно изменили новые специальности и специализации, появившиеся на РТФ в последние два десятилетия.
В 1999 году в состав факультета вошла вновь организованная кафедра «Автоматизированных систем обработки информации и управления» (АСОИУ) во главе с заведующим кафедрой Владимиром Михайловичем Плешковым, и был сделан первый набор на новую специальность «Автоматизированные системы обработки информации и управления». В 2004 г. факультет выпустил 15 первых инженеров по этой специальности, которые стали успешными специалистами в области информационных технологий. В этом же году на кафедре началась подготовка бакалавров по направлению «Информатика и вычислительная техника».
В 2006 г. на факультете открывается еще одна перспективная специальность «Комплексное обеспечение информационной безопасности автоматизированных систем». Сначала подготовка по этой специальности велась на кафедре АСОИУ, а с 2007 г. – на вновь образованной кафедре «Информационной безопасности», которую возглавил тогда Олег Павлович Пономарев. Открытие этой специальности было созвучно времени, когда в век информационных технологий обострились проблемы защиты информации, и возникла потребность в подготовке специалистов по информационной безопасности.
В настоящее время вследствие реорганизации структуры академии факультет исключен из состава БГАРФ,  а из пяти кафедр факультета лишь кафедра СРТС вошла в состав созданного на базе БГАРФ морского института КГТУ.
Кафедра СРТС осуществляет подготовку по специальности «Техническая эксплуатация транспортного радиооборудования» по двум специализациям: 1) Техническая эксплуатация и ремонт радиооборудования промысловых судов; 2) Инфотелекоммуникационные системы на транспорте и их информационная защита (очная и заочная формы обучения
На радиотехническом факультете первым деканом был ветеран военно-морского флота Георгий Давыдович Чертков, а последним деканом Александр Михайлович Коркин, капитан первого ранга, заслуженный работник высшей школы Российской федерации, почетный радист СССР, кандидат военных наук, доцент по кафедре радиоэлектроники. Коркин А.М. имеет опыт практической профессиональной деятельности в службе связи и информатизации Балтийского флота и 15 лет руководства кафедрой радиоэлектроники Балтийского военно-морского института им. Ф.Ушакова.  На кафедре СРТС подготовку радиоинженеров для морского флота осуществляли преподаватели военно-морских учебных заведений Орешков Ю.А., Козак Н.А., Коркин А.М., Сидоренко Ю.П., Шевцов С.С.

#### Транспортный факультет
Транспортный факультет ФГБОУ ВПО «Балтийская государственная академия рыбопромыслового флота» создан в 2006 году.
Декан факультета: Соболин Владимир Николаевич.
Факультет готовит специалистов по следующим направлениям:
- 190600 «Эксплуатация транспортно-технологических машин и комплексов». Квалификация: бакалавр. Профиль подготовки: автомобили и автомобильное хозяйство, автомобильный сервис. Формы обучения: очная, заочная, очно-заочная. Срок обучения: 4 года.
- 190700 «Технология транспортных процессов». Квалификация: бакалавр. Профиль подготовки: организация перевозок и управление на автомобильном транспорте. Формы обучения: очная, заочная, очно-заочная. Срок обучения: 4 года.
- 280700 «Техносферная безопасность». Квалификация: бакалавр. Профиль подготовки: защита в чрезвычайных ситуациях. Формы обучения: очная, очно-заочная. Срок обучения: 4 года.

### Институт прикладной экономики и менеджмента
Институт прикладной экономики и менеджмента (ИПЭМ) создан в апреле 2007 года путём реорганизации экономического факультета Балтийской государственной академии рыбопромыслового флота. В состав института вошли кафедры: «Менеджмента», «Маркетинга и логистики», «Коммерции и предпринимательства», «Экономической теории и региональной экономики», «Философии, истории и социальных наук».
За более чем 10–летний период своей деятельности в статусе образовательного подразделения Академии ИПЭМ обеспечил высокий рейтинг подготовки специалистов в предпринимательской среде Калининградской области, у руководителей коммерческих структур и территориальных органов управления.
В институте сформирован достаточно квалифицированный преподавательский состав, соответствующий требованиям государственных образовательных стандартов. Обучение студентов ведут 8 докторов наук, профессоров, 62 % преподавателей – кандидаты наук, доценты. Для проведения занятий по специальным дисциплинам приглашаются ведущие специалисты региона, чем обеспечивается непрерывная связь теоретического обучения с практикой.
Институт прикладной экономики и менеджмента БГАРФ открыл с 2009 года обучение по программе подготовки магистров по направлению 080500.68 «Менеджмент» (аннотированная программа «Финансовый менеджмент»).
Институт даёт базовое высшее образование по направлению 080500 «Менеджмент» с присвоением квалификации «Бакалавр менеджмента» и осуществляет подготовку по специальности «Менеджмент организации» (квалификация: менеджер – 5 лет обучения) со специализациями: менеджмент на транспорте, финансовый менеджмент.
Полученная специальность позволяет выпускникам работать на предприятиях и в организациях различных форм собственности в транспортной, рыбопромысловой и других отраслях экономики, а также в органах регионального и муниципального управления, финансовых структурах в качестве менеджеров – управляющих и руководителей подразделений.
Широко востребованной в условиях рыночной экономики является специальность «Маркетинг» (квалификация: маркетолог – 5 лет обучения).
Выпускники готовятся для работы на предприятиях, в коммерческих структурах в качестве маркетологов – специалистов в области изучения рынка, обеспечения конкурентоспособности товаров и услуг и сбыта продукции.
Ещё одной специальностью рыночной ориентации является специальность 080301 «Коммерция (торговое дело)» (квалификация: специалист коммерции – 5 лет обучения).
Профессиональная деятельность специалиста коммерции осуществляется в сфере товарного обращения, как материальных, так и нематериальных благ и услуг, подлежащих купле-продаже и обмену. Выпускники готовятся для работы в качестве коммерческих директоров и руководителей коммерческих подразделений на предприятиях всех организационно-правовых форм собственности. Реализуя программу двухуровневой подготовки в соответствии с Болонскими соглашениями, начиная с 2003 года в институте осуществляется подготовка бакалавров по направлениям «Менеджмент» и «Коммерция». В настоящее время проводится организационная работа по открытию магистерской подготовки.
Обучение осуществляется на бюджетной и платной основе по очной, очно-заочной (вечерней) и заочной формам обучения. Предусмотрена возможность сокращения сроков обучения для лиц, имеющих базовое среднее профессиональное образование по экономическому профилю.
В настоящее время численность студентов ИПЭМ составляет около полутора тысяч человек, в том числе – 60 % по очной форме обучения.
Институт локально размещается в отдельном здании, оснащённом современными техническими средствами обучения, компьютерными классами с выходом в локальную сеть Академии и сеть Internet. В учебном корпусе оборудован читальный зал экономической литературы, студенческое кафе, конференц-зал и другие элементы инфраструктуры. Иногородним студентам предоставляется благоустроенное общежитие.
Институт первым в регионе начал осуществлять подготовку по специальности «Маркетинг» и «Коммерция», а также менеджеров для работы на предприятиях транспортного комплекса региона.
В институте действует студенческое самоуправление, ассоциация делового сотрудничества, региональное отделение международной студенческой ассоциации «AIESEC». У студентов есть все условия для реализации своего потенциала в социально-культурной сфере (студенческий клуб, танцевальная группа, команда КВН, спортивные секции).
Для желающих впоследствии заняться научной работой, открыта аспирантура по специальности «Экономика и управление народным хозяйством».

### Калининградский морской рыбопромышленный колледж (КМРК)
Калининградский морской рыбопромышленный колледж (КМРК) вошёл в состав Балтийской государственной академии рыбопромыслового флота в качестве структурного подразделения на основании распоряжения Правительства Российской Федерации № 1303-р от 2 августа 2010 года и приказа Федерального агентства по рыболовству № 769 от 9 сентября 2010 года.   
На основании приказа Федерального агентства по рыболовству № 97 от 25 января 2012 года Калининградский морской рыбопромышленный колледж в составе Балтийской государственной академии рыбопромыслового флота присоединён к ФГБОУ ВПО «Калининградский государственный технический университет».
В соответствии с федеральными государственными образовательными стандартами колледж готовит специалистов по тринадцати специальностям среднего профессионального образования для работы на морских судах, береговых предприятиях рыбной промышленности, предприятиях общественного питания, специалистов в области радиоэлектроники, логистики, экономики, информационных систем. Большинство курсантов колледжа — 1 400 человек — обучаются по очной форме, а более 800 человек — заочно.

### Институт профессиональной педагогики
Институт профессиональной педагогики состоит в структуре «Балтийской государственной академии рыбопромыслового флота ФГБОУ ВПО „КГТУ“» на правах факультета послевузовского и дополнительного профессионального педагогического образования. Образован приказом ректора ФГБОУ ВПО «БГАРФ» № 470-О от 18 августа 2005 года.

### Балтийский центр морского профессионального образования
В структуре «Балтийской государственной академии рыбопромыслового флота ФГБОУ ВПО „КГТУ“» работает также Балтийский центр морского профессионального образования (БЦМПО), включающий в себя два подразделения: центр повышения квалификации и профессиональной переподготовки, морской учебно-тренажерный центр.
БЦМПО реализует различные программы дополнительного профессионального образования согласно Положению о дипломировании членов экипажей морских судов (утв. приказом Министерства транспорта Российской Федерации № 62  от 15 марта 2012 года) в соответствии с Международной конвенцией о подготовке и дипломировании моряков и несении вахты от 1978 года с поправками.